# Dwa funty (moneta brytyjska)
Dwa funty – brytyjska moneta wprowadzona do obiegu w 1998 roku. Awers monety przedstawia podobiznę brytyjskiej królowej Elżbiety II.